# Алпски звездан
Алпски звездан (лат. Aster alpinus) је врста зељасте биљке из породице главочика.

## Опис биљке
Корен је дугачак и кончаст.
Стабло је усправно или издигнуто, са краћим или дужим длакама. Није гранато и са по једном је главицом. Подземно стабло је ризом; кос, ваљкаст и чворноват.
Листови су мање-више длакави и међусобно се разликују по облику. У доњем делу стабла су лоптасти или објајасто издужени, тупи и постепено сужени у дршку. У горњем делу су шиљати, по ободу цели, дугуљастоланцетасти и седећи.
Цветови чине цваст главицу која је усправна и има пречник од 3 до 6 cm. Листићи инволукрума су ланцетасти и по ободу трепљасти. Поређани су попут црепова на крову и међусобно готово једнаки. Средишњи су златножуте боје, а ободни, женски су љубичастоплави или ређе ружичасти или бели.
Ахенија је длакава, дуга око 3 mm и широка око 1,5 mm.

## Ареал
Расте на високим планинама Евроазије. Припада алпско-алтајском флорном елементу. Има је у свим бившим републикама СФРЈ.

## Станиште
Насељава планинске рудине, чешћа је на карбонатним стенама, а ређа у пукотинама кречњачких стена или на доломитима. Средње годишње температуре на њеним стаништима крећу се у распону 1-4 °, а релативна влажност ваздуха на стаништима алпских и карпатских популација се креће око 70%. Добро је прилагођена на физиолошку сушу.

## Значај за човека
Користи се као украсна биљка. Ова врста је лековита.

## Галерија
- Алпски звездан на Столу
- Алпски звездан на Столу
- Хабитус биљке
- Цвет
- Станиште